# 安條克 (阿肯色州)
安條克（英語：Antioch）是位於美國阿肯色州克雷格黑德縣的一個非建制地區。該地的面積和人口皆未知。

## 地理
安條克的座標為35°55′45″N 90°34′36″W / 35.92917°N 90.57667°W，而該地的平均海拔高度為122米（即400英尺）。